# Ідентифікатор
Ідентифіка́тор (англ. identifier) — назва об'єкта програми (змінної, масиву, структури, функції тощо), що дозволяє звернутись до нього; ознака, яка цілком визначає сутність, в наперед визначеному просторі. Ідентифікатор завжди:
- єдиний — розглядається як неподільна (атомарна) лексема;
- тотожній — вказує тільки на одну сутність;
- дійсний лише в одному адресному просторі.

Природно, проблематика характерно відбилась в задачах мов програмування у визначення меж дії локальної зміної.